# آندرس نوردستروم
آندرس نوردستروم (بالسويدية: Anders Nordström)‏ (9 مايو / أيار 1960) : هو طبيب سويدي شغل منصب المدير العام بالنيابة لمنظمة الصحة العالمية من 23 أيار / 23 مايو 2006 إلى 3 كانون الثاني / 3 يناير 2007، وذلك بعد وفاة جونغ- ووك لي المفاجئة في 22 أيار / 23 مايو 2006 (المدير العام للمنظمة آنذاك).

## الوظائف
- المدير التنفيذي المؤقت للصندوق العالمي لمكافحة الأيدز والسل والملاريا خلال عام 2002.
- المدير العام المساعد لشؤون الإدارة العامة من تموز / يوليو 2003 إلى أيار / مايو 2006.
- لمدير العام بالنيابة من أيار / مايو 2006 إلى كانون الثاني / يناير 2007.